# Primula russeola
Primula russeola är en viveväxtart som beskrevs av Isaac Bayley Balfour och George Forrest.
Primula russeola ingår i släktet vivor och familjen viveväxter. Inga underarter finns listade i Catalogue of Life.